# Wilhelm Karl Juncker

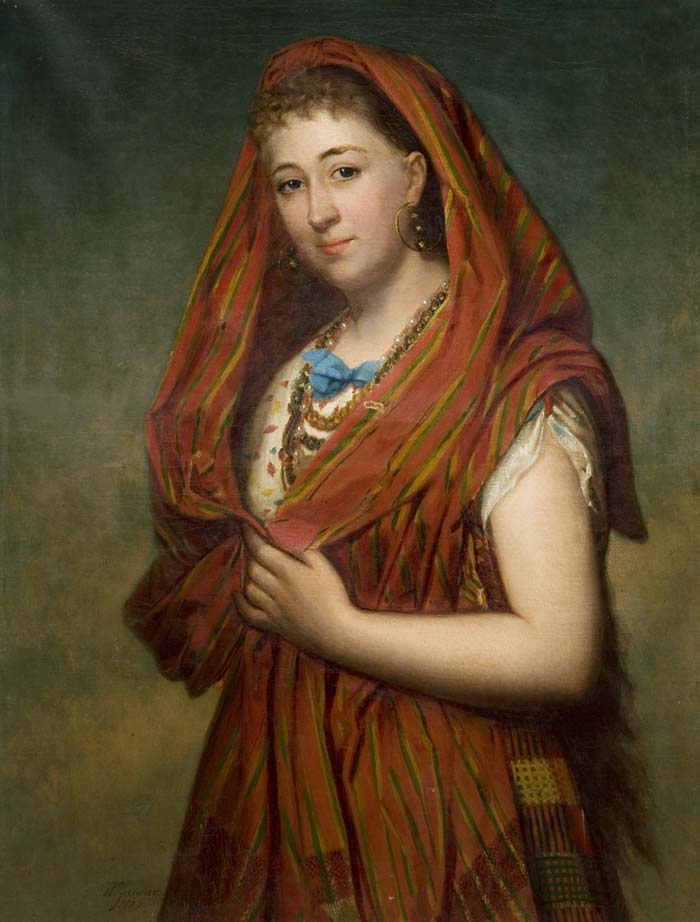
Zigeunermädchen

Wilhelm Karl Juncker (* 28. Junijul. / 10. Juli 1820greg. in Wenden; † 30. April 1901 in Dresden) war ein deutsch-baltischer Genre-, Bildnis- und Historienmaler.

## Leben
Juncker war ein Sohn des Fleischers Johann Zacharias Juncker. Er arbeitete anfänglich in Wenden als Stubenmaler. Von 1843 bis 1848 studierte Juncker an der Akademie der Bildenden Künste Dresden. Nach dem Dresdner Maiaufstand unternahm er eine einjährige Studienreise nach Antwerpen.
Zurück in Dresden war Junker als freischaffender Porträtmaler tätig, wo er ein Atelier in der Waisenhausstraße 32 hatte. Juncker schuf auch Historien- und Genrebilder, malte die Altarbilder für die Kirchen im livländischen Ronneburg (1858) sowie im kurländischen Linden (1887). Auch für die von seinem Landsmann Harald Julius von Bosse entworfene Russisch-Orthodoxe Kirche in Dresden lieferte er eine Anzahl von Malereien.
Seine Tochter Käthe Juncker-Streit (* 1858 in Dresden; † 1919 in Novaggio) war ebenfalls Malerin und erhielt neben der Ausbildung durch ihren Vater Unterricht von Karl Gussow.
Juncker wurde auf dem Johannisfriedhof im Stadtteil Tolkewitz beerdigt.